# Mitra zonata
Mitra zonata là một loài ốc biển, là động vật thân mềm chân bụng sống ở biển trong họ Mitridae, họ ốc méo miệng.

## Hình ảnh

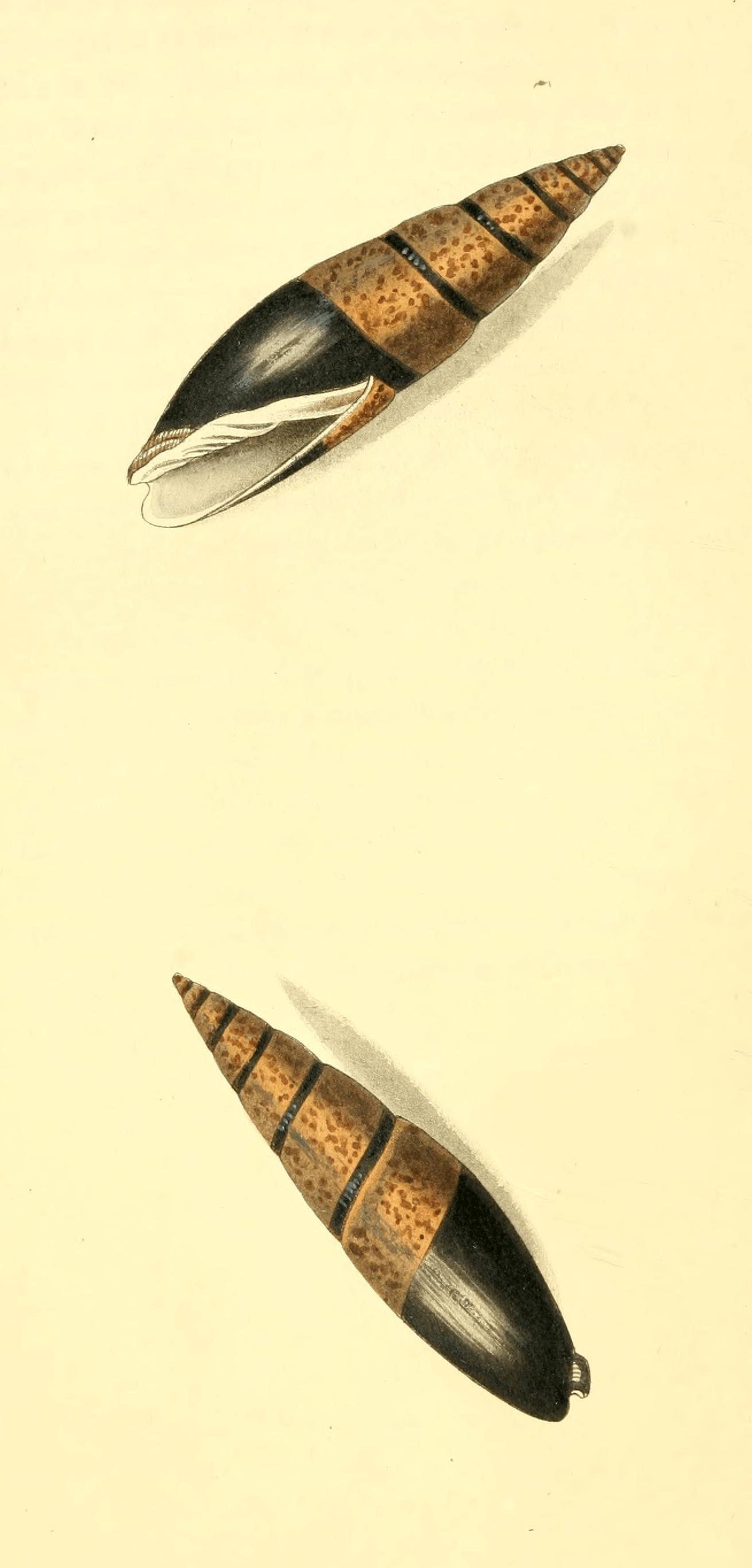